# Expédition de Sicile
Sauf précision contraire, les dates de cet article sont sous-entendues « avant l'ère commune » (AEC), c'est-à-dire « avant Jésus-Christ ».
Guerre du Péloponnèse
Batailles
- Sybota
- Potidée
- Chalcis
- Patras
- Naupacte
- Mytilène
- Tanagra
- Étolie
- Olpae
- Idomene
- Pylos
- Sphactérie
- Délion
- Amphipolis
- Mantinée
- Mélos
- Expédition de Sicile
- Symi
- Érétrie
- Cynosséma
- Abydos
- Cyzique
- Notion
- Arginuses
- Aigos Potamos

L’expédition de Sicile est une opération montée par Athènes en -415 pour aider la cité sicilienne de Ségeste contre Sélinonte, soutenue par les Syracusains. L'épisode s'inscrit dans la guerre du Péloponnèse, conflit qui oppose de -431 à -404 Athènes et la ligue de Délos à Sparte et la ligue du Péloponnèse. L'expédition se solde par un cuisant échec pour Athènes, qui mène à la reprise des hostilités avec Sparte et, en -411, à la révolution oligarchique des Quatre-Cents.

## Contexte

### En Sicile
Au Ve siècle, la Sicile subit l'hégémonie de la cité de Syracuse, gouvernée par la dynastie des Deinoménides, issue du tyran de Géla, Gélon. Celui-ci puis son frère, Hiéron, débarrassent la Sicile des menaces extérieures : ainsi, en -480, Gélon arrête l'expansion de Carthage à Himère tandis qu'en -474, Hiéron vainc la flotte étrusque à Cumes — événement chanté par Pindare dans sa Première Pythique (v. 72–74). L'île connaît une grande prospérité liée à l'agriculture et au développement des échanges commerciaux (cf. économie de la Grèce antique), mais aussi au butin et aux indemnités payées par les Carthaginois (2000 talents). Syracuse est un centre culturel important, où les tyrans attirent les poètes Simonide de Céos, Bacchylide, Pindare ou encore Eschyle.
Cependant, dans les années -470 à -461, les tyrannies disparaissent à Agrigente, Géla, Himère, Syracuse et Messine, et sont remplacées par des régimes démocratiques. Ces changements politiques inaugurent une ère d'instabilité pour la Sicile : ainsi, les cités doivent lutter contre les neopolitai, des mercenaires ayant reçu la citoyenneté des tyrans. Ensuite, elles sont confrontées au problème de la restitution des biens confisqués. En Sicile orientale, les Sicules (Sikèles en grec), peuple indigène, se soulèvent, sous la direction d'un nommé Doukétios, et forment un koinon (une fédération).
Avec l'affaiblissement de Syracuse, les autres cités tentent de reprendre leur autonomie. En -427 déjà, Léontinoi a pris la tête d'une fronde de petites cités contre Syracuse, et Athènes a répondu à leur appel par une première expédition en Sicile. En -415, Ségeste est attaquée par Sélinonte. Cette dernière étant soutenue par Syracuse, Ségeste demande l'aide des Athéniens et envoie une ambassade en Attique : les ambassadeurs expliquent aux Athéniens que si on laisse les Doriens de Syracuse soumettre les cités de Sicile, ils en viendront fatalement à s'allier avec leurs cousins les Doriens du Péloponnèse afin de s'opposer à la puissance athénienne.

### À Athènes
Athènes a conclu en -421 un traité de paix avec la ligue du Péloponnèse, mettant ainsi fin à dix ans d'une guerre difficile contre Sparte et ses alliés. Surtout, elle finit de se remettre de l'épidémie de « peste » qui l'a frappée à partir de -430 et a causé la mort de dizaines de milliers d'Athéniens, au premier rang desquels Périclès. Outre le fait d'honorer leur alliance militaire avec Ségeste et Léontinoi, les Athéniens peuvent espérer, en soumettant l'autre puissance maritime du monde hellénique, s'ouvrir la voie vers la constitution d'un empire occidental en Afrique du nord et en Italie. Qui plus est, une victoire contre Syracuse permettrait de contrôler les importations de blé sicilien vers le Péloponnèse, et donc de faire pression sur Sparte. En revanche, s'engager dans cette offensive contre une cité neutre et démocratique montrerait à l'ensemble du monde grec que la puissance athénienne a abjuré son engagement à défendre et promouvoir la démocratie panhellénique.
Si l'on en croit Plutarque, cela fait de toute façon longtemps que les Athéniens rêvent de s'emparer de la Sicile, et n'attendent que le moment propice pour le faire...

## L'expédition

### La prise de décision

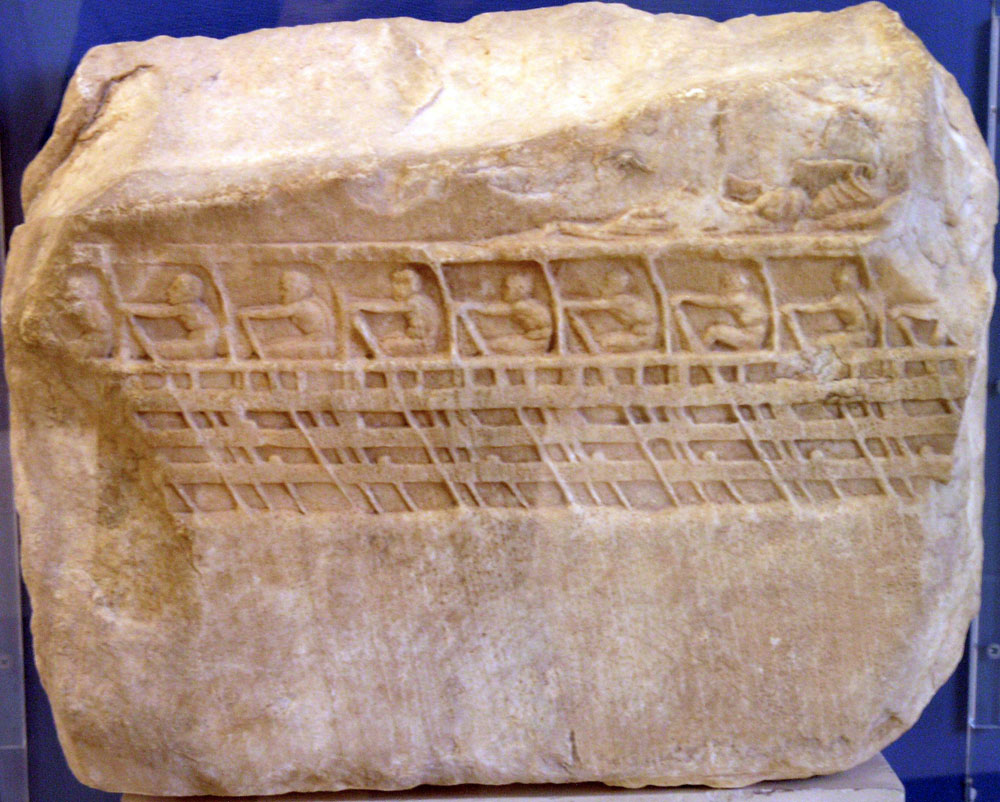
Rameurs d'une trière, relief Lenormant, v. 410–400 av. J.-C., musée de l'Acropole d'Athènes

À Athènes, l'opinion est divisée entre partisans de la paix, menés par le vieux Nicias, et partisans de l'intervention, menés par Alcibiade et les jeunes. Habilement, le disciple de Socrate (qui pour sa part n'est pas favorable à l'expédition) fait miroiter aux Athéniens les richesses de l'Occident. L'Assemblée le suit et vote l'envoi en Sicile de 60 vaisseaux, dirigés par Alcibiade lui-même, Nicias et Lamachos. Lors d'une deuxième réunion de l'Assemblée, Nicias, voulant décourager les Athéniens, exagère la puissance des adversaires de Ségeste, et ne parvient qu'à augmenter les ressources affectées à l'expédition : au total, l'Assemblée vote le départ de 134 navires, dont plus de 90 trières, 5100 hoplites (Athéniens et alliés), 180 archers crétois, 700 frondeurs et 30 cavaliers. Il devient clair alors que l'entreprise envisagée n'est pas une expédition punitive parmi d'autres, mais bien une opération visant à conquérir Syracuse.
L'Assemblée vote également les pleins pouvoirs aux trois stratèges :

« avec mission de secourir Ségeste contre Sélinonte, puis, s'ils voyaient la guerre tourner à leur avantage, de rétablir les Léontins et, plus généralement, de rétablir les affaires de Sicile au mieux de ce qu'ils jugeraient de l'intérêt d'Athènes. »

— (Thucydide, VI, 8, 2)

### Le rappel d'Alcibiade
En pleins préparatifs pour l'expédition, au mois de thargélion (mai–juin) survient le scandale des Hermocopides : les hermai (bornes ornant les carrefours) sont retrouvés mutilés. Très vite, l'opinion publique pense à un complot oligarchique. Un esclave révèle, outre d'autres mutilations, des parodies des Mystères d'Éleusis. Alcibiade est éclaboussé par le scandale. Il réclame alors un procès, ne souhaitant pas partir en Sicile sans avoir été acquitté précédemment. Ses ennemis, craignant de voir l'armée prendre position en sa faveur, convainquent l'Assemblée de le laisser partir, étant entendu qu'il serait jugé à son retour.
La flotte part donc, sous le commandement de trois stratèges ayant chacun un plan différent. Nicias, chef d'une expédition à laquelle il ne croit pas, souhaite rester prudent : selon lui, une simple démonstration de force devant Sélinonte et Syracuse suffirait. Lamachos propose d'attaquer Syracuse le plus tôt possible, avant qu'elle n'ait eu le temps de se préparer. Alcibiade, quant à lui, veut s'assurer l'appui des cités et de la population indigène avant de conquérir la Sicile dans son ensemble, voire Carthage. Lamachos se rallie à cette option, qui rencontre peu de succès : les cités se méfient d'une expédition de cette importance. Autre mauvaise surprise, Ségeste, qui s'était engagée à payer les frais de l'expédition, fait savoir aux Athéniens qu'elle ne pourra contribuer aux frais de la guerre qu'à hauteur de 30 talents.
Finalement, la flotte s'empare de Catane, qui doit lui servir de base. Sitôt ceci fait, Alcibiade reçoit l'ordre de regagner Athènes pour répondre de l'accusation de sacrilège, crime puni de mort. Méfiant, Alcibiade préfère fuir, d'abord en Italie, puis à Sparte. Là, il conseille aux Spartiates de répondre favorablement à la demande d'aide de Syracuse. Il leur suggère également de prendre pied en Attique en prenant la forteresse de Décélie. Après avoir été l'artisan de l'expédition, Alcibiade devient ainsi le responsable de son échec.

### Opérations contre Syracuse
Parallèlement, la flotte grecque a pris le port de Syracuse, mais n'exploite pas sa victoire, et retourne à Catane. Le stratège syracusain Hermocrate prend en main la défense de la cité, et fait renforcer les fortifications.
Pendant ce temps, les Athéniens parviennent grâce à un subterfuge à faire sortir les Syracusains de la ville afin de provoquer une bataille rangée entre hoplites, mais se rendent rapidement compte que, si leur supériorité en matière de troupes à pied est écrasante, ils manquent cruellement de troupes à cheval, face à l'imposante cavalerie syracusaine (1200 unités.)
Au début de l'année -414, Nicias et Lamachos prennent le plateau des Épipoles, en surplomb de la cité. Ils entament un travail de fortifications de leur côté. Deux contre-approches syracusaines échouent à empêcher les Athéniens de bâtir un double mur autour de la cité. Lamachos est tué pendant les combats, laissant Nicias seul maître de l'expédition. Celle-ci peut se ravitailler facilement depuis l'Italie, et les Sikèles envoient trois navires en appui. Thucydide conclut ainsi que « tout, enfin, leur réussissait à souhait » (VI, 103, 2).

### Arrivée de Gylippe
C'est alors qu'arrive en Sicile le général spartiate Gylippe, avec quatre trières. Il recrute en Sicile, notamment auprès d'Himère et de Sélinonte, et parvient à s'infiltrer dans Syracuse. Il fait bâtir une nouvelle contre-approche qui enferme les Athéniens dans le port. Nicias, qui se rend compte de la situation de plus en plus difficile dans laquelle se trouvent ses troupes, rédige une lettre à l'attention de l'Assemblée athénienne, demandant, ou bien qu'on lui permette de revenir en Attique avec ses hommes, ou bien qu'on lui fasse parvenir des renforts considérables. Les Athéniens optent pour la seconde proposition et lui envoient Démosthène et Eurymédon, avec 73 vaisseaux, 5000 hoplites et des troupes légères. En deux ans, les Athéniens ont ainsi lancé dans la bataille plus de la moitié des moyens militaires dont dispose l'Empire.
Pendant ce temps, les Spartiates poursuivent leurs raids sur l'Attique, à partir de Décélie, causant ainsi d'importants dommages économiques aux Athéniens. Gylippe, de son côté, effectue une nouvelle tournée de recrutement en Sicile. Les Syracusains adaptent leurs trières, tirant parti de l'expérience des Corinthiens dans la bataille de Naupacte : ils les rendent plus massives et adaptent des bossoirs renforcés sur les coques, pour favoriser les chocs proue contre proue.
En -413, une bataille décisive a lieu sur les Épipoles. Les Athéniens sont battus, et doivent songer à la retraite. Les atermoiements de Nicias, qui craint les réactions des Athéniens à son retour, permettent aux Syracusains de se renforcer, et d'empêcher la flotte de quitter la rade. La bataille navale dans le port tourne à l'avantage des Syracusains, grâce à leurs bossoirs renforcés. Même si les Athéniens restent numériquement plus importants, ils sont profondément démoralisés : les équipages refusent de prendre la mer.
Les troupes athéniennes sont alors scindées en deux groupes pour la retraite par voie de terre. Le corps commandé par Démosthène se laisse encercler et se rend, sous la promesse que nul ne serait tué ou affamé. Le corps commandé par Nicias échoue à traverser le lit encaissé de l'Assinaros : l'armée en pleine déroute est massacrée par les troupes syracusaines postées sur chaque rive. Démosthène et Nicias sont exécutés. Les prisonniers sont enfermés dans les Latomies, des carrières où on les parque, presque sans eau ni nourriture, exposés au soleil, sans possibilité d'enterrer les cadavres. On les y laisse 70 jours, au terme desquels les survivants sont vendus comme esclaves.
L'expédition de Sicile s'achève donc par un désastre pour Athènes : elle a perdu près de 200 navires et 50 000 hommes, dont 12 000 Athéniens. La catastrophe mène à la révolution oligarchique de -411 et à l'établissement du gouvernement des Quatre-Cents. Qui plus est, la maîtresse de l'Attique se trouve considérablement affaiblie alors qu'est engagée la seconde phase de la guerre du Péloponnèse.
La situation des vainqueurs est presque aussi dramatique : quasiment ruinée par l'effort de guerre, obligée d'envoyer des troupes en Grèce, en signe de reconnaissance pour les Péloponnésiens qui l'ont aidée, Syracuse est agitée de troubles sociaux, qui mènent à l'instauration d'une démocratie radicale en 409, elle-même renversée par le tyran Denys quatre ans plus tard, au moment où Carthage, profitant de l'affaiblissement de la cité grecque, entreprend de mettre le pied en Sicile.
« Ce fut le plus cruel désastre éprouvé au cours de cette guerre. À ce qu'il me semble et d'après ce que nous savons, par ouï-dire, des affaires de la Grèce, ce fut l'événement le plus glorieux pour les vainqueurs, le plus lamentable pour les vaincus. La défaite des Athéniens était entière, tout avait été extrême dans leurs maux et leur ruine totale, selon l'expression consacrée armée de terre, vaisseaux, ils perdirent tout et de cette masse de soldats, bien peu réussirent à rentrer chez eux. Tels furent les événements de Sicile. »